# BMW R 4

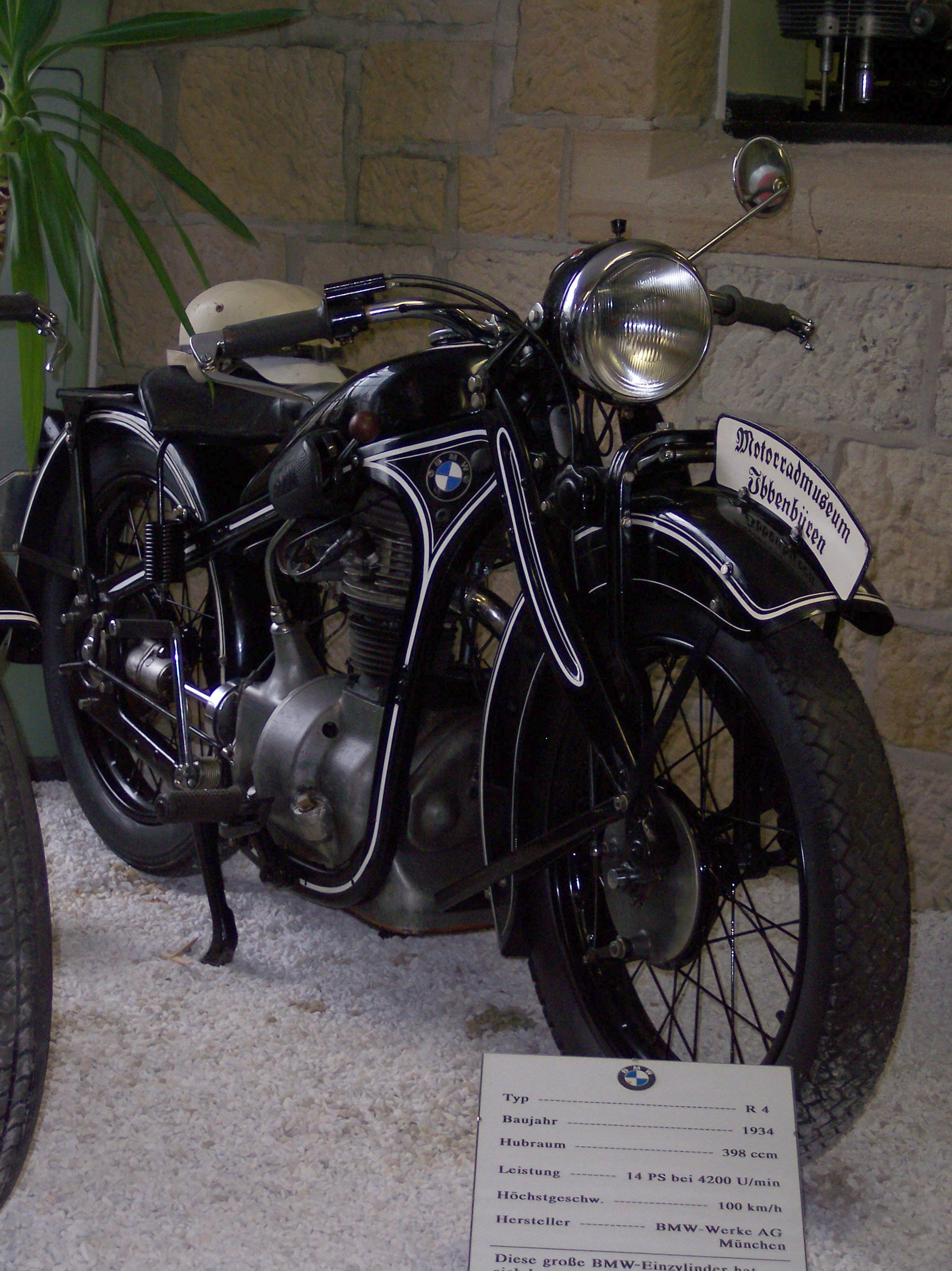
BMW R 4

Die im Jahr 1932 erschienene BMW R 4 war ein Einzylinder-Motorrad von BMW mit einem Hubraum von 400 cm³.

## Geschichte
Da BMW keinen Nachfolger der R 52 in der 500-cm³-Klasse hatte, wurde die BMW R 4 mit gleicher Leistung wie die R 52 als kostengünstiges Motorrad der Mittelklasse zwischen der steuer- und führerscheinfreien R 2 und den Zweizylinder-Modellen der 750-cm³-Klasse auf den schwierigen Markt zur Zeit der Weltwirtschaftskrise gebracht.
Die Serienfertigung lief im Dezember 1931 an, sie wurde von BMW als Geländesport-Modell angeboten mit einem Verkaufspreis von 1250 Reichsmark.
Ab 1933 bis zum Produktionsauslauf 1937 kostete die R 4 nur noch 1150 Reichsmark.

## Technik

### Motor
Der längs eingebaute Motor mit stehendem Zylinder, voll gekapseltem Ventiltrieb und hängenden Ventilen leistete 12 PS (9 kW) bei 4000/min.
Der Hub des Motors beträgt 84 Millimeter. Die BMW R 4 war damit das erste Motorrad mit einem Motor dieser längsten Hubspanne aller BMW-Motorräder. Nur die später gebauten Modelle BMW R 3 und BMW R 35 besaßen Motoren mit einer identischen Hublänge.
Die Batteriezündung wird von einem durch die Nockenwelle betätigten Unterbrecher gesteuert, der vorn am Motor in einem zylindrischen Gehäuse sitzt. Die Batterie ist links hinter dem Motor angebracht.

### Antrieb
Die R 4 hatte ein handgeschaltetes Getriebe mit Antriebswelle auf der rechten Seite des ungefederten Hinterrades.
BMW bezeichnete die Kraftübertragung vom Getriebe zum Hinterrad als „Kardanantrieb“, die Antriebswelle als „Kardanwelle“ und das Getriebegehäuse am Hinterrad als „Kardangehäuse“ – technisch richtig war es lediglich ein Wellenantrieb des Hinterrades, da es keine Kardangelenke gab.
Das Getriebegehäuse war direkt an das Motorgehäuse angeflanscht. Die Eingangswelle wurde direkt von der Einscheiben-Trockenkupplung im Schwungrad der Kurbelwelle angetrieben. Die Ausgangswelle trieb über eine Hardyscheibe in direkter Verlängerung die Antriebswelle an.
Der Kickstarter war auf der rechten Seite angeordnet – ein Beiwagenbetrieb war nicht vorgesehen.

### Rahmen und Fahrwerk
Der Rahmen besteht aus zwei gepressten Stahlblechhälften mit vier vernieteten Traversen und dem Lenkkopf. Eine Hinterradfederung gab es nicht („Starrrahmen“), die Vordergabel besteht aus zwei Gabelscheiden, die mit eingenieteten Blechen verstärkt waren. An der Gabel saß eine gezogene kurze Schwinge, die sich an einer neunlagigen Blattfeder unterhalb des Scheinwerfers abstützte.
Die Innenbacken-Trommelbremsen an Vorder- und Hinterrad waren dem damaligen Stand der Technik entsprechend als Halbnabenbremsen ausgeführt, mit 180 mm Durchmesser und vorne über Seilzug und hinten über Bremsgestänge betätigt.

## Versionen
Die BMW R 4 wurde in 5 Serien produziert.
Die Serie 1 ab 1931 hatte einen rechtwinklig zur Fahrzeuglängsachse betätigten Kickstarter.
Bei der Serie 2 ab 1933 wurde der Kickstarter parallel zur Fahrzeuglängsachse angeordnet. Der erhöhte Bauaufwand durch die Kegelradumlenkung ermöglichte dann aber das Antreten ohne abzusteigen. Das Getriebe wurde von drei auf vier Gänge geändert.
In den Handbüchern wurden im Lauf der Produktionszeit Begriffe eingedeutscht: „Typ“ wurde zu „Baumuster“, „Kickstarter“ zu „Fußanwurfhebel“.

## Technische Daten
| Kenngröße     | BMW R 4, Serie 1            |
| ------------- | --------------------------- |
| Bohrung       | 78 mm                       |
| Hub           | 84 mm                       |
| Hubraum       | 398 cm³                     |
| Leistung      | 12 PS (9 kW) bei 4000 min−1 |
| Leergewicht   | 137 kg                      |
| Gesamtgewicht | 337 kg                      |
| Tankinhalt    | 10 L                        |